# Франция на «Евровидении-1961»
Франция приняла участие в Евровидении 1961, проходившем в Каннах, в качестве страны-хозяйки. Её представил Жан-Поль Морик с песней «Printemps (avril carillonne)», выступавший под номером 9. В этом году страна получила 13 очков, заняв четвёртое место. Комментатором конкурса от Франции в этом году стал Роберт Бивейс.

## Национальный отбор[4]
| Номер | Артист             | Песня                          | Баллы | Место |
| ----- | ------------------ | ------------------------------ | ----- | ----- |
| 1     | Christiane Lasquin | «Toi pour moi, moi pour toi»   | 57    | 5-е   |
| 2     | Изабель Обре       | «Le gars de n'importe où»      | 100   | 3-е   |
| 3     | Arabelle           | «Un petit brin de musette»     | 31    | 6-е   |
| 4     | Sophie Darel       | «Printemps de Paris»           | 90    | 4-е   |
| 5     | Жан-Поль Морик     | «Printemps (Avril carillonne)» | 212   | 1-е   |
| 6     | Bernard Stephane   | «Les mouettes»                 | 109   | 2-е   |

Финал национального отбора состоялся 18 февраля 1961 года, организованный Jacqueline Joubert и Marcel Cravenne. Победителя выбирали с помощью регионального телевидения в 11 регионах. Согласно голосованию, выиграл Жан-Поль Морик с песней «Printemps (Avril carillonne)», набрав 212 баллов.
| Песня                          | Бордо | Лилль | Лимож | Лион | Марсель | Нанси | Рен | Страсбург | Тулуза | Алжир | Париж | Весь |
| ------------------------------ | ----- | ----- | ----- | ---- | ------- | ----- | --- | --------- | ------ | ----- | ----- | ---- |
| «Toi pour moi, moi pour toi»   | 4     | 3     | 2     | 6    | 5       | 5     | 4   | 4         | 5      | 7     | 12    | 57   |
| «Le gars de n'importe où»      | 5     | 7     | 11    | 10   | 8       | 12    | 10  | 9         | 4      | 5     | 19    | 100  |
| «Un petit brin de musette»     | 1     | 3     | 4     | 1    | 2       | 3     | 1   | 2         | 2      | 10    | 2     | 31   |
| «Printemps de Paris»           | 4     | 6     | 8     | 13   | 5       | 3     | 6   | 11        | 13     | 5     | 16    | 90   |
| «Printemps (Avril carillonne)» | 25    | 21    | 12    | 17   | 23      | 17    | 19  | 16        | 17     | 15    | 30    | 212  |
| «Les mouettes»                 | 10    | 10    | 13    | 3    | 7       | 10    | 10  | 8         | 9      | 8     | 21    | 109  |

## Страны, отдавшие баллы Франции
Каждая страна имела жюри в количестве 10 человек, каждый человек мог отдать очко понравившейся песне.
| Отдали Франции… | Отдали Франции…               | Отдали Франции…             |
| 4 балла         | 2 балла                       | 1 балл                      |
| --------------- | ----------------------------- | --------------------------- |
| Германия        | Великобритания Монако Испания | Люксембург Финляндия Швеция |

## Страны, получившие баллы от Франции
| 2 балла | Швеция Югославия Испания               |
| 1 балл  | Люксембург Финляндия Нидерланды Италия |